# La Zarza (Estremadura)
La Zarza è un comune spagnolo di 3 615 abitanti situato nella comunità autonoma dell'Estremadura.